# Tsumeb

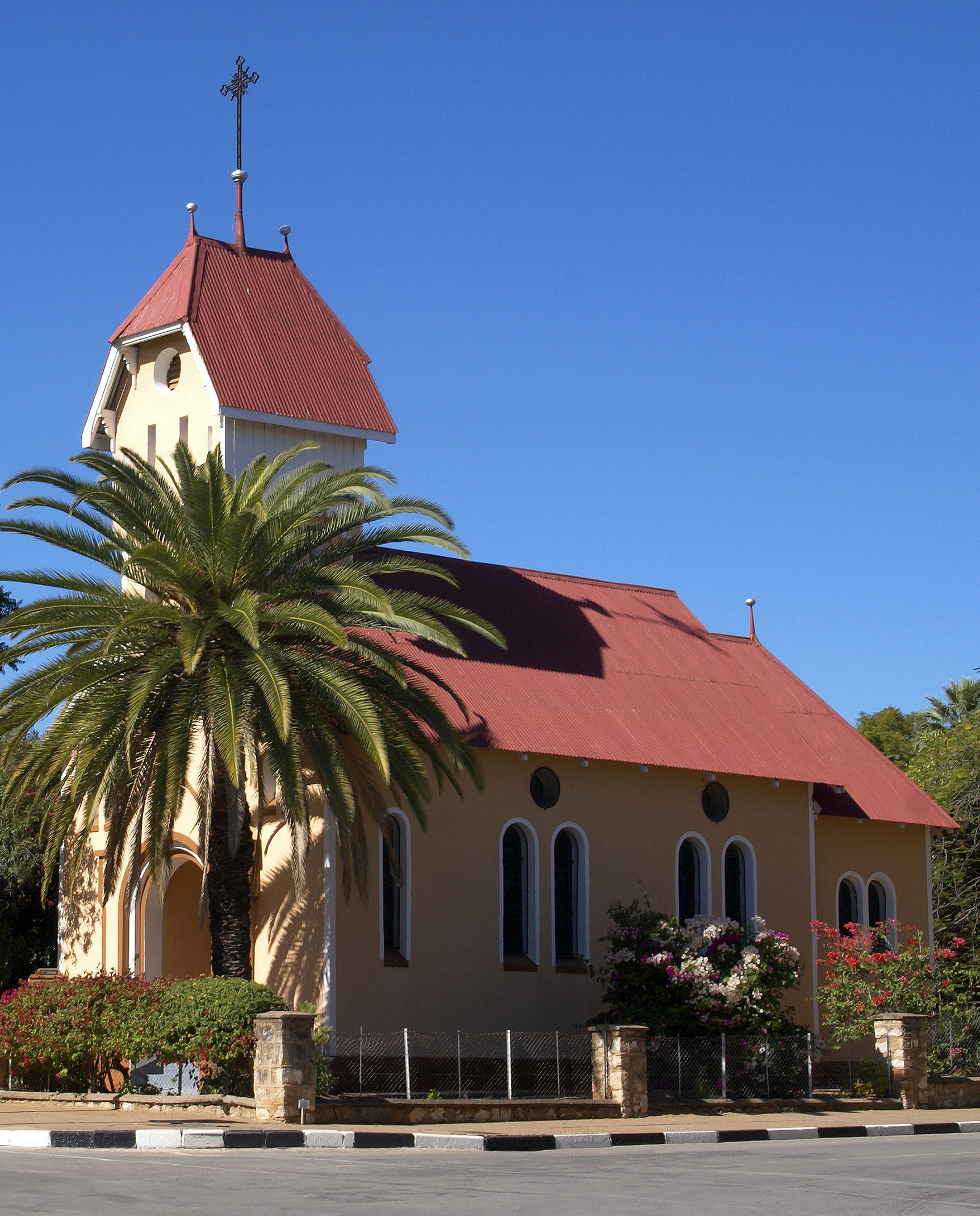
Sint-Barbarakerk in Tsumeb

Tsumeb is een stad (Engels: municipality) in het noorden van Namibië, gelegen op 1310 meter boven zeeniveau. De mijnstad, met in 2003 16.000 inwoners, was tot 2008 de hoofdstad van de regio Oshikoto en ligt ongeveer 400 kilometer ten noorden van de Namibische hoofdstad Windhoek, in de zogenaamde "Maisdriehoek", een voor Namibische begrippen bijzonder vruchtbaar gebied waar jaarlijks 550 millimeter regen valt. Tsumeb (uitspraak: "soemep") betekent "Mosplaats", of in het Afrikaans Plek van Padda-Sluik. Deze naam werd mogelijk gegeven door de vele groengeoxideerde koperertsen die in de buurt van Tsumeb te vinden zijn. Ook ligt de plaats vlak bij het Nationaal park Etosha.

## Geschiedenis
Het gebied waar Tsumeb zich bevindt werd oorspronkelijk bevolkt door de San of Bosjesmannen. Zij waren ook degenen die rond Tsumeb de koper-ertsvoorkomens ontdekten. Deze ertsen smolten ze in "termietenovens", oude termietennesten die gebruikt werden als ovens om koper te winnen. Vanaf dit moment begonnen de Bosjesmannen te handelen met de Ovambo, die het koper gebruikten om ringen en halskettingen van te maken.
De kopervoorraden hadden ook de aandacht van Westerlingen getrokken en in het begin van de 19e eeuw vonden er enkele expedities naar het Otavi bergland plaats, om de ertsvoorkomens en de mogelijke economische waarde ervan te onderzoeken. In 1905 werd de stad Tsumeb officieel gesticht als onderdeel van de Duitse koloniale macht in Afrika en in het jaar daarop werd een spoorlijn aangelegd om de mijnbouw te faciliteren.
In het begin van de mijnbouw had Tsumeb de reputatie van een wildwest stadje. In de jaren zeventig kwam Tsumeb even in het nieuws toen een mijnbouwer zijn vrouw in de lokale kroeg had verkocht aan de hoogste bieder.

## Geologie
Tsumeb staat bekend om de mineraalvoorkomens die zijn gelieerd aan een meer dan 1300 meter lange "pijp" die min of meer verticaal de Precambrische Otavi dolomiet doorsnijdt. De exacte geologische omstandigheden zijn onzeker en leidden tot felle debatten tussen geologen onderling. Een mogelijkheid is dat de pijp onderdeel was van een grottensysteem waarin door vloeistoffen mineralisatie heeft plaatsgevonden, vermoedelijk van boven naar beneden. Een andere mogelijkheid zou een vulkanische kraterpijp zijn, hoewel dit de vreemde mineralisaties niet zou verklaren. Tsumeb is naast de vindplaats van 243 beschreven mineralen, de typelocatie voor 56 mineralen, waaronder asisiet.

## Mijnbouw
Vanaf de prehistorie werd de pijp al gemijnd, maar verreweg de meeste mijnbouw is door de twintigste-eeuwse mijnbouwers gedaan. De ertsen bestonden uit koper-, lood-, zilver-, goud-, arseen- en germanium-verbindingen. Ook zink-erts werd gevonden, maar was lastig te winnen. Een flink percentage van de ertsmineralen was zo rijk aan de gewilde elementen dat ze gelijk gesmolten konden worden, zonder eerst bewerkt te hoeven worden.
Eind jaren negentig is de diepste mijn gesloten omdat er geen economisch winbare hoeveelheden meer aangetroffen werden. Door opkomend grondwater kwam de mijnschacht onder water te staan en dit water werd naar de hoofdstad Windhoek gepompt. Door een aantal lokale ondernemers is de mijn toen heropend, vooral om de bovenste niveaus in de mijn te bewerken.

## Andere geologische fenomenen
In de buurt van Tsumeb zijn meer geologische fenomenen waargenomen; twee diepe bovengrondse meren, één ondergronds meer en de grootste meteoriet op Aarde.

### Meren
Vlak bij Tsumeb liggen twee meren waarvan niet geheel duidelijk is, waar ze door zijn ontstaan. De meren, Lake Otjikoto en Lake Guinas meten ongeveer 500 meter in diameter en de diepte is onbekend. Er is SCUBA-diving onderzoek gepleegd in de meren, omdat door middel van sonar niet was vast te stellen hoe diep de meren waren. Otjikoto, dat erg troebel is door het gebruik van landbouwmeststoffen, is ten minste 60 meter diep. Guinas is juist erg helder en meer dan 100 meter diep. Op de bodem van de meren zouden laterale grottensystemen de meren kunnen verbinden. In het meer heeft zich een unieke vissoort ontwikkeld, de Tilapia guinasana.
Toen Zuid-Afrika in 1914 het toenmalige Duits Zuidwest Afrika binnenviel, gooiden de terugtrekkende Duitse troepen hun munitie en voorraden in het meer van Otjikoto. Enkele van deze wapens en andere voorwerpen werd opgevist en wordt in musea tentoongesteld.

### Ondergronds meer
Een van de grootste ondergrondse meren ter wereld ligt iets ten oosten van Tsumeb, op een boerderij die Harasib genoemd wordt. Om af te dalen in dit meer, moet abgeseild worden of via een oude ladder naar beneden geklommen worden. Deze vijftig meter lange ladder werd opgehangen langs de verticaal georiënteerde dolomiet. Ook hier zijn scubaduikers het water in geweest en hebben ze de bodem van dit meer niet kunnen vaststellen.

### Meteoriet
De grootste meteoriet ter wereld ligt in een veld ten oosten van Tsumeb, in Hoba West. Het is een nikkel-ijzer-meteoriet van zo'n 60 ton.

## Transport
Tsumeb heeft een treinverbinding met Windhoek, Swakopmund en Walvisbaai.

## Partnersteden
- Chesterfield, Verenigd Koninkrijk